# Ambatomastax carinata
Ambatomastax carinata är en insektsart som beskrevs av Marius Descamps och Wintrebert 1965. Ambatomastax carinata ingår i släktet Ambatomastax och familjen Euschmidtiidae. Inga underarter finns listade i Catalogue of Life.